# ۳۰ (عدد)
۳۰ به حروف سی از اعداد طبیعی و بیست ویکمین عدد از اعداد طبیعی دورقمی است. جزو اعداد صحیح نیز می باشد.